# Gotska Sandön
Gotska Sandön là hòn đảo không có người ở nằm trong vùng biển Baltic, cách Fårö khoảng 38 km về phía bắc, Thụy Điển. Nó dài khoảng 9 km dài và rộng 6 km có tổng diện tích đất khoảng 36 km².
Gotska Sandön chủ yếu bao gồm các bãi cát, và cảnh quan của nó bị chi phối bởi những bãi biển, cồn cát và rừng thông. Cái tên "Gotska Sandön" nghĩa đen dịch là các Gotlandic Sand Island (Đảo cát Gotland) mà nó là một phần của tỉnh Gotland. Kể từ năm 1909, nó là một trong những vườn quốc gia đầu tiên của Thụy Điển.
Động vật tại đây không phải là phong phú, nhưng đây lại là thuộc địa của những con hải cẩu xám. Ngoài ra, ở đây còn có rất nhiều các loài côn trùng và thực vật quý hiếm, như đậu tằm Kashubian, bao gồm nhiều loài hoa lan. Trong suốt khoảng thời gian mùa hè, có các tour du lịch bằng thuyền thường xuyên từ Nynashamn và đảo Faro.

## Hình ảnh

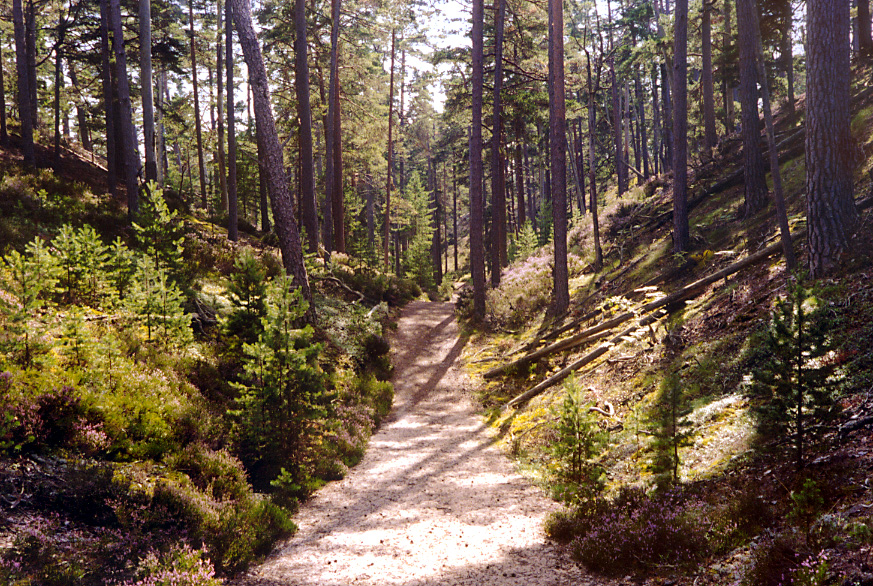
Một con đường trên đảo
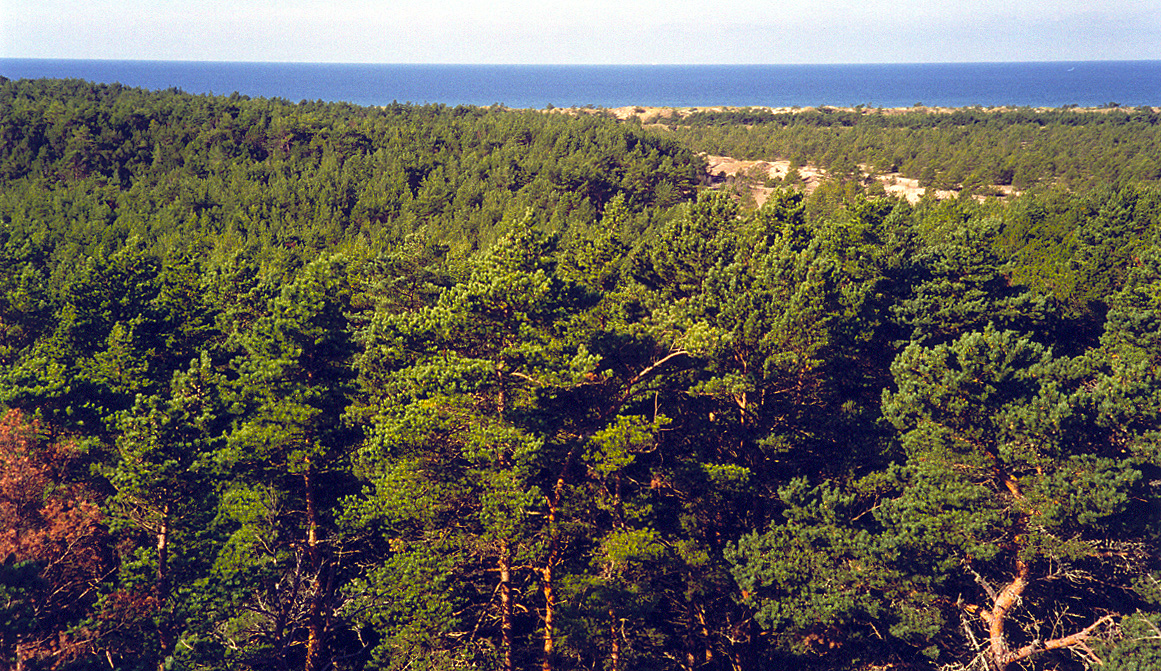
Bờ biển phía đông, nhìn từ ngọn hải đăng
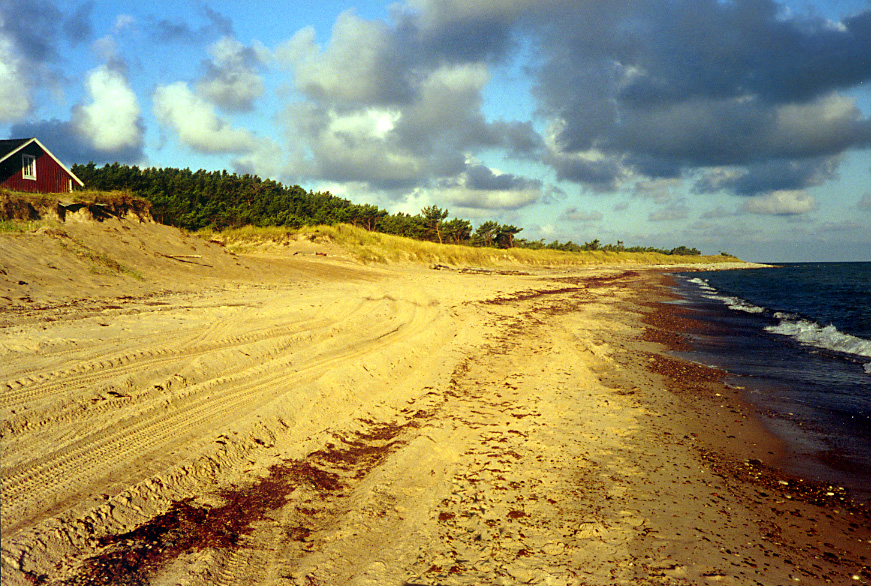
Bờ biển phía đông bắc vào một buổi sáng sớm